# Křivý javor
Křivý javor je vrchol s nadmořskou výškou 823 m v georeliéfu plochého hřbetu Devítiskalské vrchoviny, třetí nejvyšší vrchol v krajinné oblasti Žďárských vrchů, v rámci administrativně správním na katastrálním území obce Fryšava pod Žákovou horou v okrese Žďár nad Sázavou, náležejícím do Kraje Vysočina v České republice.
Hřbet se dvěma vrcholy, na východo-jihovýchodním okraji hřbetu výškový bod Křivý javor (823 m), oddělen mělkým sedlem (vrchol asi 814 m) od vyvýšeniny nad lesní lokalitou U Křivého javoru, s vrcholem 818 m n. m. v západo-severozápadní části hřbetu.
Zalesněný úzký hřbet, orientovaný a nadmořskou výškou klesající přibližně ve směru VJV – ZSZ, tvoří hornina dvojslídný migmatit až ortorula typu metamorfitu, ostrůvky biotitické ruly drobně zrnité granoblastické a amfibolitu, na jihovýchodním a jihozápadním úbočí dvojslídný svor, horniny v kutnohorsko-svratecké geologické oblasti, v soustavě Českého masivu (krystalinikum a prevariské paleozoikum).
Lokalita v povodí řeky Svratky, součástí Chráněné krajinné oblasti Žďárské vrchy a se shodným názvem a územním vymezením také chráněné oblasti přirozené akumulace vod v severozápadní části Hornosvratecké vrchoviny. V ose hřbetnice od vrcholu k lesní lokalitě „U Křivého javoru“ prochází rozvodnice povodí potoka Břímovka (severozápadní až severovýchodní svahy) a řeky Fryšávky (severovýchodní až severozápadní svahy). Západní úbočí hřbetu uzavírá úžlabí s pramennou zdrojnicí řeky Svratky.
Česká státní trigonometrická síť uvádí zaměřený trigonometrický bod ve východo-jihovýchodní části hřbetu s názvem U křivého javora a geodetickým označníkem s nivelací 823,46 m n. m. (č. 40 triangulačního listu 3316), žulový terénní patník se nachází v lesním porostu, několik metrů jižně od lesní cesty vedené přibližně po hřbetnici a spojující oba vrcholy plochého hřbetu, v jeho západo-severozápadní části orientační bod s nivelací 816,36 m n. m. (č. 40.2 triangulačního listu 3316).

## Geografie
Vrchol georeliéfu na zalesněném hřbetu severozápadně nad obcí Fryšava pod Žákovou horou, výškový (trigonometrický) bod leží v lesním porostu, přibližně ve vzdálenosti 2 km (324°) od věže kostela sv. Matouše ve Fryšavě a zhruba 3 kilometry jižně od Devíti skal.
Pouze mělkým sedlem je vrchol oddělen od vyvýšeniny s nadmořskou výškou 818 m v západo-severozápadní části úzkého a krátkého hřbetu nad lesní lokalitou U Křivého javoru, celý hřbet pak sedlem na severozápadě od Žákovy hory (810 m) a na jihozápadě od vrcholu s místním názvem Fryšavský kopec (803 m).
Hluboké a široké údolí s řekou Fryšávka a obcí Fryšava pod Žákovou horou na jihovýchodě odděluje hřbet Devítiskalské vrchoviny od Pasecké skály (819 m) v Pohledeckoskalské vrchovině.
Vrchol kopce je zalesněný, bez rozhledu.

### Zeměpisný název
Zeměpisný název (toponymum) Křivý javor je Českým úřadem zeměměřickým a katastrálním standardizované jméno (oronymum) kopce a jeho vrcholu s nadmořskou výškou 823 m.

## Přírodní poměry
Významný bod v centrální části geomorfologického okrsku Devítiskalská vrchovina na úzkém a plochém hřbetu, ve vrcholové části kolem 900 m dlouhém, na úbočích se skalními výchozy a balvanitou sutí. Hřbet oddělen širokým údolím s řekou Fryšávkou, typickým pro Žďárské vrchy (tzv. žďárský typ georeliéfu), geomorfologický podcelek Hornosvratecké vrchoviny (geomorfologický celek). Vrchol se zeměpisným názvem Křivý javor na východo-jihovýchodním okraji zalesněného hřbetu, na severovýchodě oddělen sedlem (vrchol 802 m) od bezejmenné vyvýšeniny georeliéfu s nadmořskou výškou 810 m dle vrstevnicové mapy (vrchol severozápadně od lokality Hájenka na katastrálním území Fryšava pod Žákovou horou).
Ve vrcholové části hřbetu mělké sedlo (vrchol 814 m), oddělující nevýrazný vrchol od vyvýšeniny na západo-severozápadě, nad lesní lokalitou U Křivého javoru, s vrcholem terénu až 818 m n. m. dle vrstevnicové mapy. Lesní porost převážně se smrkem, s příměsí buku a jedle.
Severní svahy pod vrcholem s prameništěm několika zdrojnic potoka Břímovka, vodoteče stékají směrem k lokalitě U černobahenské studně. Východně od vrcholu v úžlabí s bezejmenným vrcholem (810 m n. m.) prameniště zdrojnice řeky Fryšávky, napájející vodou Nový rybník v obci Fryšava pod Žákovou horou. Na strmém jižním úbočí hřbetu prameniště další zdrojnice řeky Fryšávky, se studánkou u lesní cesty vedoucí z Fryšavy pod Žákovou horou do sedla mezi vrcholy hřbetu.
Západní svahy hřbetu s prameništěm řeky Svratky, v úžlabí mezi Prostředním kopcem (773 m n. m.) na severu a vyvýšeninou georeliéfu s místním názvem Fryšavský kopec (803 m n. m. dle vrstevnicové mapy) na jihu. Pramenná (hlavní) zdrojnice řeky Svratky v nadmořské výšce asi 772 m dle vrstevnicové mapy. Nejvyšší bod dílčího povodí řeky Svratky se nachází na západo-severozápadním vrcholu vyvýšeniny hřbetu, nad lesní lokalitou U Křivého javoru (818 m n. m.).
V ose hřbetnice spojující oba vrcholy hřbetu prochází rozvodnice povodí 4. řádu, přibližně severní úbočí v povodí potoka Břímovka, jižní v povodí řeky Fryšávka a západní v dílčím povodí řeky Svratky. Od vrcholu hřbetu nad lesní lokalitou U Křivého javoru (818 m n. m.) směřuje rozvodnice na severozápad k vrcholu Žákovy hory (810 m n. m.) a na jihozápad, nejprve k vrcholu sedla a dále nad ním na úroveň hřbetnice na svahu Fryšavského kopce.

## Výstup na vrchol
Křivý javor s trigonometrickým bodem i vrchol vyvýšeniny georeliéfu nad lesní lokalitou „U Křivého javoru“ v lesním porostu, několik metrů od cesty vedené zhruba v ose hřbetnice, oba vrcholy bez výhledu.
Lesní cesta směrem k vrcholům navazuje ve vrcholové části hřbetu (v sedle) na zpevněnou pozemní komunikaci lesní správy, severně od vrcholu lesní komunikace zaústěna do silnice Herálec – Kadov a jižně od vrcholu pokračuje místní komunikací do obce Fryšava pod Žákovou horou.
Na vrcholu sedla přístřešek, od něho vrchol terénu s výškovým bodem zhruba 500 m k východo-jihovýchodu (100°), ve vrcholové části v roce 2004 symbolicky zasazený javor občany Fryšavy pod Žákovou horou, v lesní lokalitě také kamenný pomník lesníka (Tonda Fiala + 2007) a turisty umístěný označník vrcholu.

## Turistika
Výškový bod Křivý javor uvedený v turistické mapě Žďárské vrchy (mapový list 48) vydané Klubem českých turistů, do vrcholové části není vedená značená turistická trasa. Pod vrcholem na jižním úbočí hřbetu zeleně značená turistická trasa v úseku Fryšava – Fryšavský kopec, od rozcestí s bodem záchrany ZR 019 pokračuje neznačená zpevněná komunikace lesní správy k vrcholu sedla.
Výstup do vrcholové části též zpevněnou pozemní komunikací lesní správy od silnice v úseku Herálec – Kadov, silnice s cyklistickou trasou 1 protíná centrální část Žďárských vrchů. Ze silnice (cyklistické trasy 1) dostupné například přírodní památky Devět skal, Lisovská skála, Malinská skála a také od retenční nádrže Břímovka národní přírodní rezervace Žákova hora.